# The Web of Fear
A The Web of Fear a Doctor Who sorozat negyvenegyedik része, amit 1968. február 3. és március 9. között sugároztak hat epizódban.
Ebben a részben tér vissza a Yeti, a Nagyhatalmú Létforma és Edward Travers professzor, ezzel a The Abominable Snowmen rész folytatása. Itt jelenik meg először Alistair Lethbridge-Stewart, aki még ezredes de később a Unit-nál dandártábornok.
Az 1., 4., 5 és 6. részek idén kerültek elő. Csak iTunes-n elérhető a történet a harmadik rész kivételével.

## Történet
A Doktor a londoni metró alagútjaiban egy jetivel, illetve az azt irányító értelemmel.

### Folytonosságok
Ebben a részben jelenik meg először Alistair Lethbridge-Stewart, aki itt még ezredes. Később a The Invasion című részben dandártábornok a Unitnál.
A részben megújították a sorozat készítői a Yeti dizánját. Ez később megjelent a The Five Doctors című részben.

## Epizódok listája
| Epizód száma | Bemutató napja    | Hossza | Nézők száma (millió) | Formátum                     |
| ------------ | ----------------- | ------ | -------------------- | ---------------------------- |
| 1            | 1968. február 3.  | 24:52  | 7,2                  | 16 mm t/r                    |
| 2            | 1968. február 10. | 24:38  | 6,8                  | 16 mm t/r                    |
| 3            | 1968. február 17. | 24:34  | 7                    | Csak képek és/vagy töredékek |
| 4            | 1968. február 24. | 24:50  | 8,4                  | 16 mm t/r                    |
| 5            | 1968. március 2.  | 24:19  | 8                    | 16 mm t/r                    |
| 6            | 1968. március 9.  | 24:41  | 8,3                  | 16 mm t/r                    |

## Könyvkiadás
A könyvváltozatát 1976 augusztusában adták ki.

## Otthoni kiadás
- VHS-en a megmaradt 1. részt és a The Faceless Ones 1. és 3. részeit 2003-ban adták ki. Ez volt az utolsóként kiadott Doctor Who VHS kazetta.
- DVD-n a Lost in Time dobozban adták ki a megmaradt 1. részt.
  - A történetet jövőre február 14-én fogják kiadni.

### Fordítás
- Ez a szócikk részben vagy egészben  a   The Web Fear című angol Wikipédia-szócikk fordításán alapul.  Az eredeti cikk szerkesztőit annak laptörténete sorolja fel. Ez a jelzés csupán a megfogalmazás eredetét és a szerzői jogokat jelzi, nem szolgál a cikkben szereplő információk forrásmegjelöléseként.